# Riòls
Riòls (en francès Riols) és un municipi occità del Llenguadoc situat al departament de l'Erau, a la regió d'Occitània.